# نظرية الأعداد التحليلية

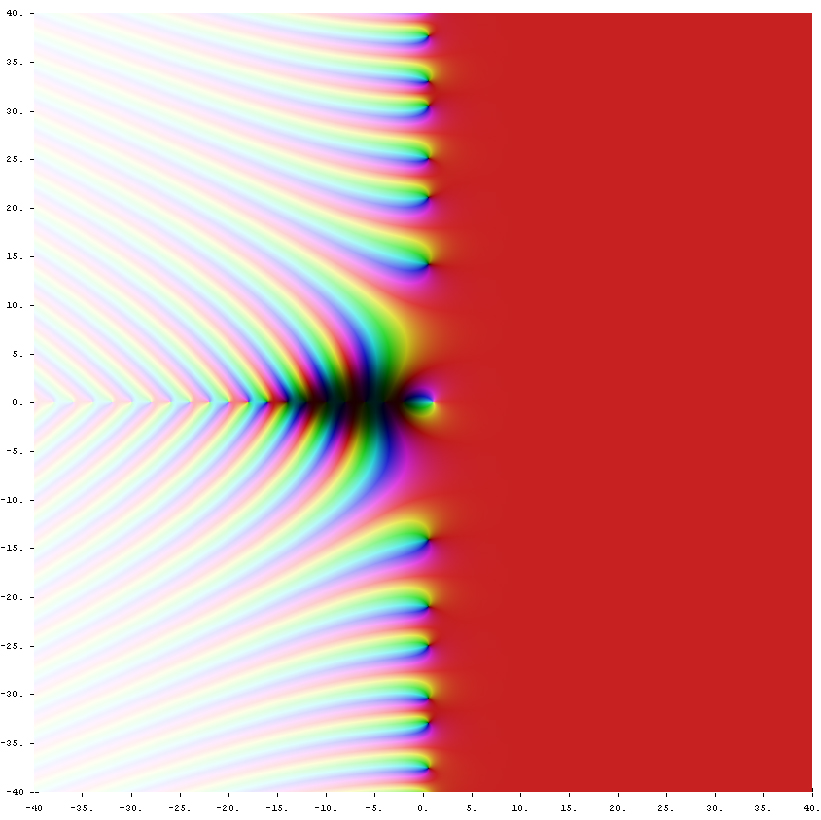
دالة زيتا لريمان (ζ(s في المستوى العقدي. لون نقطة ما s يعطي قيمة (ζ(s: الألوان القريبة من الأسود تشير إلى قيم قريبة من الصفر، بينما صبغة اللون تشير إلى قيمة عمدة s.

في الرياضيات، نظرية الأعداد التحليلية أو النظرية التحليلية للأعداد (بالإنجليزية: Analytic number theory)‏ هي فرع من نظرية الأعداد تستعمل طرقا مستقاة من التحليل الرياضي لحلحلة مسائل تتعلق بالأعداد الطبيعية. عادة ما يقال أنها ابتدأت حينما قدم دركليه دوال دركليه اللامية من أجل البرهان على مبرهنة دركليه حول الأعداد الأولية. أما المرحلة المهمة الثانية في هذا الموضوع فهي مبرهنة الأعداد الأولية.
يمكن أن تُقسم نظرية الأعداد التحليلية إلى جزئين مهمين، وذلك حسب نوع المعضلات المراد حلحلتها وليس حسب التقنيات المستعملة. نظرية الأعداد الجدائية تدرس توزيع الأعداد الأولية إذ تقوم بتقدير عدد الأعداد الأولية الموجودة في مجال ما، وبذلك، فهي تتضمن مبرهنة الأعداد الأولية ومبرهنة دركليه حول الأعداد الأولية في المتتاليات الحسابية المشار إليها أعلاه. نظرية الأعداد المتطرقة إلى المجاميع تدرس عملية جمع الأعداد الطبيعية، حيث تتضمن حدسية غولدباخ التي تنص على أن أي عدد صحيح طبيعي زوجي هو مجموع عددين أوليين. واحدة من أهم نتائج نظرية الأعداد المتطرقة إلى المجاميع هي حلحلة معضلة ويرينغ.
أكبر تحول تقني بعد عام 1950 تمثل في تطور طرق الغرابيل.

## التاريخ

### الرواد
معظم أفكار نظرية الأعداد التحليلية مستوحاة من مبرهنة الأعداد الأولية. لتكن {\displaystyle \pi (x)} هي الدالة المعدة الأعداد الأولية التي تعطي عدد الأعداد الأولية أقل من أو يساوي {\displaystyle x} ، لأي عدد حقيقي {\displaystyle x}. على سبيل المثال، {\displaystyle \pi (10)=4} لأنه هناك أربعة أعداد أولية (2، 3، 5 و 7) أقل من أو تساوي 10. تنص مبرهنة الأعداد الأولية على أن {\displaystyle x/\ln(x)} هو تقريب جيد لـ {\displaystyle \pi (x)} بمعنى أن نهاية كسر الدالتين {\displaystyle \pi (x)} و {\displaystyle x/\ln(x)} تؤول ل 1 عندما تؤول {\displaystyle x} :
{\displaystyle ,\lim _{x\to \infty }{\frac {\pi (x)}{x/\ln(x)}}=1}
المعروف باسم القانون التقاربي لتوزيع الأعداد الأولية.

### يوهان بيتر غوستاف لوجون دركليه
يعود الفضل إلى يوهان بيتر غوستاف لوجون دركليه في إنشاء نظرية الأعداد التحليلية ، وهو مجال وجدَ فيه العديد من النتائج العميقة وبهدف إثباتها قدم دركليه بعض الأدوات الأساسية في هذا المجال، والتي سمي العديد منها لاحقًا باسمه. في عام 1837 نشرَ «مبرهنة دركليه حول المتتالية الحسابية»، بحيث قام باستخدام مفاهيم التحليل الرياضي لمعالجة مشكلة جبرية وبالتالي إنشاء فرع من نظرية الأعداد التحليلية. في إثبات النظرية، قدم دركليه أحرف دركليه والدوال اللامية. في عام 1841 قام بتعميم مبرهنة المتتالية الحسابية من الأعداد الصحيحة إلى حلقة الأعداد الصحيحة الغاوسية {\displaystyle \mathbb {Z} [i]}.

### تشيبيشيف
في مقالين نُشرا بين عامي 1848 و1850، حاول عالم الرياضيات الروسي بافنوتي تشيبيشيف أن يبرهن على القانون التقاربي الذي يمكن من إعطاء توزيع الأعداد الأولية. اشتُهر عمله بفضل استعماله للدالة زيتا {\displaystyle \zeta (s)} (مدخل الدالة s آخذا قيما حقيقية، كما فعل العالم ليونهارد أويلر في عام 1737. ما يزيد عن القرن قبله). من خلال هذا العمل، سبق بافنوتي ريمان الذي نشر أطروحته المشهورة عام 1859. وقد نجح تشيبيشيف في إثبات أنه إذا كانت النهاية {\displaystyle \lim _{x\to \infty }{\frac {\pi (x)}{x/\ln(x)}}} موجودة، فإن قيمتها هي 1.
على الرغم من أن تشيبيشيف لم تثبت نظرية الأعداد الأولية، إلا أن تقديراته لـ {\displaystyle \pi (x)} كانت كافية لإثبات مسلمة برتراند والتي تقول أنه يوجد دائما عدد أولي بين {\displaystyle n} و {\displaystyle 2n}.

### ريمان
قام برنارد ريمان ببعض من المساهمات المشهورة في نظرية الأعداد التحليلية المعاصرة. في مقاله القصير حول عدد الأعداد الأولية الأصغر من عدد ما (هو المقال الوحيد الذي نشره متعلقا بنظرية الأعداد)، بحث في دالة زيتا لريمان مبينا أهميتها من أجل فهم توزيع الأعداد الأولية. ووضع بعضا من الحدسيات المتعلقة بخصائص هذه الدالة، واحدة منهن هي فرضية ريمان.

### هادامار وفالي-بوسان
من خلال توسيع أفكار ريمان، قام كل من جاك هادامارد وتشارلز جان دي لا فالي بوسان بتقديم برهانين لمبرهنة الأعداد الأولية بشكل مستقل، ظهرا في نفس العام (1896). استخدم كلا البرهان طرقًا من التحليل العقدي، من خلال إثبات أن دالة زيتا لريمان غير صفرية لجميع القيم العقدية {\displaystyle s} التي على الشكل {\displaystyle t>0,\quad s=1+it}.

## حاليا
من أهم النتائج التي طرأت بعد 1950 هو تطور نظرية الغرابيل، خصوصا فيما يتعلق بالمعضلات الجدائية. تطورٌ حديث آخر لنظرية الأعداد التحليلية يتمثل في نظرية الأعداد الاحتمالية. والتي تستعمل طرقا مستوحاة من نظرية الاحتمالات من أجل تقدير توزيع قيد دوال عددية ما. الإجابة عن السؤال عم لعدد ما من قاسم مثالا على ذلك.
عمل كل من يتانغ تشانغ وجيمس ماينارد وتيرنس تاو وبين غرين على هذا الموضوع، مستعملين طريقة غولدستون-وبينتز-وييلديريم، من أجل البرهان على ما يلي:
{\displaystyle p_{n+1}-p_{n}\geq o(\log p_{n}).}
انظر إلى طريقة الدائرة وإلى متسلسلة قوى.

## مسائل ونتائج في نظرية الأعداد التحليلية

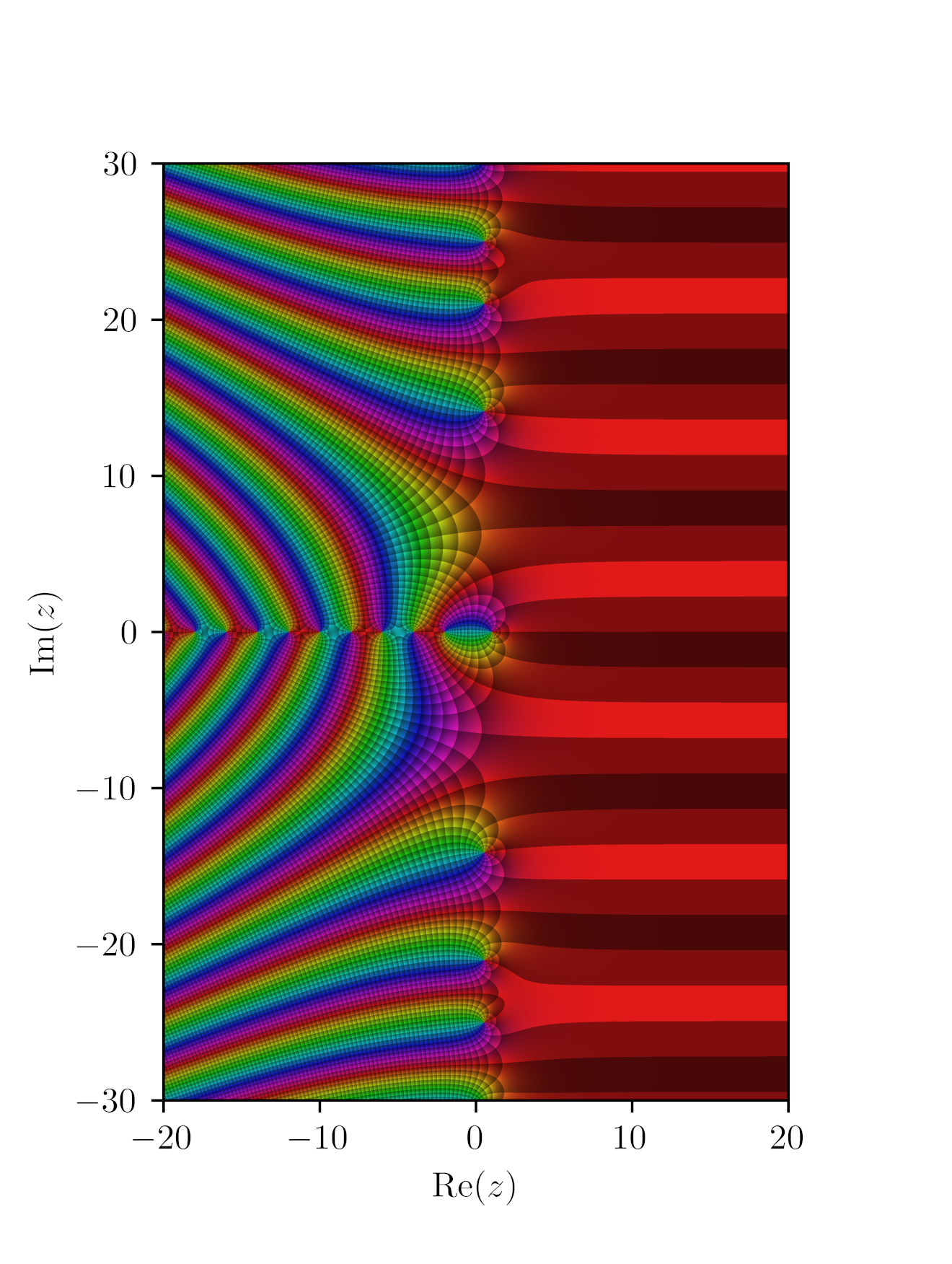
فرضية ريمان

### نظرية الأعداد المتطرقة للجداءات
أثبت إقليدس أن هناك عددا غير منته من الأعداد الأولية ولكنه من الصعب تحديد ما إذا كان عدد طبيعي ما عددا أوليا أم لا، خصوصا إذا كان هذا العدد كبيرا. بعد حساب العديد من الأعداد الأولية، قام غاوس بحدس الحدسية التالية: عدد الأعداد الأولية الأصغر من أو تساوي {\displaystyle N} هو تقريبا
{\displaystyle \,\int _{2}^{N}{\frac {1}{\log(t)}}\,dt.}
في عام 1859، استعمل برنارد ريمان التحليل العقدي ودالة خاصة جزئية الشكل تعرف حاليا باسم دالة زيتا لريمان من أجل التعبير بصفة تحليلية عن عدد الأعداد الأولية الأصغر من عدد ما.
إذا كانت {\displaystyle \pi (x)} هي عدد الأعداد الأولية الأصغر من {\displaystyle x} فإن
{\displaystyle \lim _{x\to \infty }{\frac {\pi (x)}{x/\log x}}=1.}
تعرف هاته النتيجة المهمة بمبرهنة الأعداد الأولية. هي نتيجة مركزية في نظرية الأعداد التحليلية. وبتعبير آخر، تنص هاته المبرهنة أنه بالنسبة لعدد N كبير كبراً ما، عدد الأعداد الأولية الأصغر من N أو المساوية له يساوي بالتقريب {\displaystyle N/\log N}.
انظر إلى متتالية حسابية.

### نظرية الأعداد المتطرقة للمجاميع
واحدة من أهم المعضلات في نظرية الأعداد المتطرقة للمجاميع هي معضلة ويرينغ. هاته المعضلة تطرح السؤال التالي: بالنسبة لعدد طبيعي k ما، أكبر أو يساوي 2، هل من الممكن كتابة أي عدد صحيح طبيعي على شكل مجموع قوى من الدرجة k ؟
{\displaystyle n=x_{1}^{k}+\cdots +x_{\ell }^{k}.\,}
أجاب لاغرانج عن هذا السؤال عندما يكون العدد k مساويا ل 2 في عام 1770، حيث أثبت أن أي عدد صحيح طبيعي هو مجموع أربعة مربعات على الأكثر. بُرهنت الحالة العامة من طرف ديفيد هيلبرت عام 1909.
انظر إلى ايفان ماتفييفيتش فينوغرادوف.

### مسائل ديوفانتية
تهتم المسائل الديوفانتية بدراسة الحلول عندما تكون مساوية لأعداد طبيعية لمعادلات متعددات الحدود، وخصوصا تهتم بكمية هاته الحلول في مجال معين ما.
واحدة من أهم هاته المسائل هي معضلة الدائرة لغاوس التي تبحث عن النقط (x, y) حيث x وy طبيعيان وحيث:
{\displaystyle x^{2}+y^{2}\leq r^{2}.}

## طرق نظرية الأعداد التحليلية

### متسلسلات دركليه
تعتبر متسلسلات دركليه واحدة من أهم الوسائل المستعملة في نظرية الأعداد المتطرقة إلى الجداءات. وهي دوال متغيراتها أعداد عقدية تعرف بالمتسلسلة غير المنتهية الآتية:
{\displaystyle f(s)=\sum _{n=1}^{\infty }a_{n}n^{-s}.}
قد تكون هاته المتسلسلة متباعدة في كل مكان وقد تكون متقاربة في كل مكان وقد تكون متقاربة في نصف المستوى العقدي ومتباعدة في نصفه الآخر. يتعلق كل ذلك بالقيم اللائي اختِرن للمعاملات {\displaystyle a_{n}}.
{\displaystyle \left(\sum _{n=1}^{\infty }a_{n}n^{-s}\right)\left(\sum _{n=1}^{\infty }b_{n}n^{-s}\right)=\sum _{n=1}^{\infty }\left(\sum _{k\ell =n}a_{k}b_{\ell }\right)n^{-s};}

### دالة زيتا لريمان
برهن أويلر أن المبرهنة الأساسية في الحسابيات تؤدي إلى ما يلي:
{\displaystyle \sum _{n=1}^{\infty }{\frac {1}{n^{s}}}=\prod _{p}^{\infty }{\frac {1}{1-p^{-s}}}\,\,\ \,} حيث {\displaystyle p} عدد أولي وحيث {\displaystyle s} أكبر قطعا من الواحد.
يُسمى هذا الجداء جداء أويلر. بالنظر إلى الطرف الأيسر من هذه المعادلة (ما يسمى بالمتسلسلة المتناسقة عندما يكون s = 1)، برهن أويلر على لا نهائية الأعداد الأولية، مستعملا من أجل ذلك، تباعد هذه المتسلسلة. هذه النتيجة تحليلية بشكل كامل.
في بداية القرن العشرين، غودفري هارولد هاردي وجون إيدنسور ليتلوود برهنا على مجموعة من النتائج حول دالة زيتا في محاولة منهما على البرهان على فرضية زيمان. هكذا، في عام 1914، برهن هاردي على أن هناك عددا لانهائيا من الحلول لدالة زيتا على المستقيم الحرج.
{\displaystyle \,\Re (z)=1/2.\,}
أدى هذا إلى إيجاد مجموعة من المبرهنات حول كثافة أصفار دالة زيتا في المستقيم الحرج.